# Baiyanhua
Baiyanhua (kinesiska: 白彦花, 白彦花镇) är en köping i Kina. Den ligger i den autonoma regionen Inre Mongoliet, i den norra delen av landet, omkring 210 kilometer väster om regionhuvudstaden Hohhot. Antalet invånare är 7839. Befolkningen består av 3 697 kvinnor och 4 142 män. Barn under 15 år utgör 11,0 %, vuxna 15-64 år 78 %, och äldre över 65 år 9,0 %.
Genomsnittlig årsnederbörd är 447 millimeter. Den regnigaste månaden är juli, med i genomsnitt 127 mm nederbörd, och den torraste är januari, med 2 mm nederbörd.